# Lorenzo Bartolini
Lorenzo Bartolini (Savignano di Prato, 7 de enero de 1777 – Florencia, 20 de enero de 1850), escultor italiano, uno de los más importantes de la época posterior a Antonio Canova.

## Biografía
Se formó en la Academia de Bellas Artes de Florencia y practicó la escultura en mármol y en alabastro. En 1799 tuvo una estancia en París, recibiendo importantes encargos, como uno de los bajorrelieves de la Columna Vendôme, para la plaza Vendôme, que celebraba la batalla de Austerlitz, y un busto de Napoleón Bonaparte, que gustó mucho al general. Asistió al estudio que Jacques-Louis David tenía en el Palacio del Louvre.
Gracias a la intervención de Elisa Bonaparte, hermana de Napoleón, fue nombrado profesor de escultura en la Academia de Bellas Artes de Carrara en 1807 (pese a la resistencia del ambiente académico local) y se convirtió en el escultor oficial de la casa de Bonaparte, para la que hizo numerosos retratos: bustos y estatuas, entre ellas una colosal de Napoleón, por entonces ya Emperador, que iba a colocarse en Livorno, pero que terminó en Bastia.
En 1815, después de la caída de Napoleón, regresó a Florencia. No fueron años fáciles para el escultor, que tuvo problemas por sus ideas políticas bonapartistas y por sus ideas artísticas, contrarias al rígido neoclasicismo más académico, que todavía imitaba el estilo de Antonio Canova.
Sin embargo, algunos extranjeros acaudalados lo subvencionaron y le hicieron encargos. También produjo copias de esculturas antiguas, que los aristócratas de paso por Roma solían llevarse como recuerdo. Entre sus clientes se contó Carlos Miguel Fitz-James, XIV duque de Alba, por lo cual varias obras suyas se conservan en el Palacio de Liria (Madrid). 
Hacia 1818 esculpió el Ammostatore, un niño pisando la uva, con una atenta observación de la realidad y un modelado de delicado refinamiento.
En 1824 esculpió el grupo de la Carità educatrice, originalmente pensado para una capilla de la Villa del Poggio Imperiale, pero actualmente conservado en la Galería Palatina del Palacio Pitti.

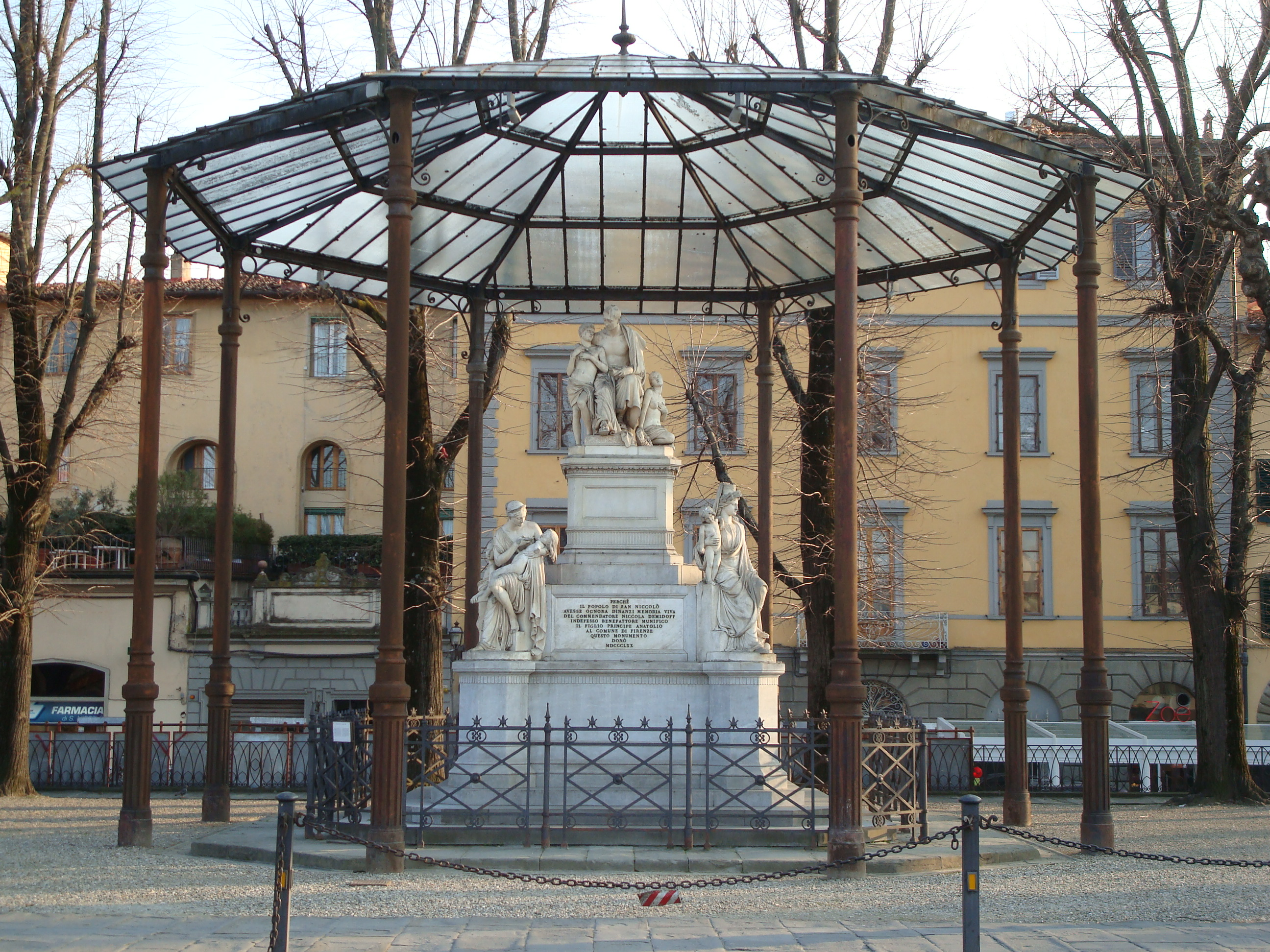
Monumento Demidoff

Desde 1830 se dedicó al prestigioso encargo de los hijos del príncipe ruso Nicola Demidoff de esculpir un monumento en memoria de su padre, que se encuentra en la plaza Demidoff de Florencia desde 1871. La obra, compuesta por cinco grupos y figuras, fue terminada por su alumno Romano Romanelli. La mejor figura es la Beneficenza, esculpida completamente por Bartolini, quien usó un mármol muy preciado, el zuccherino, pero muy frágil, por lo que fue necesario cubrir las esculturas con una marquesina desde aquella época. 

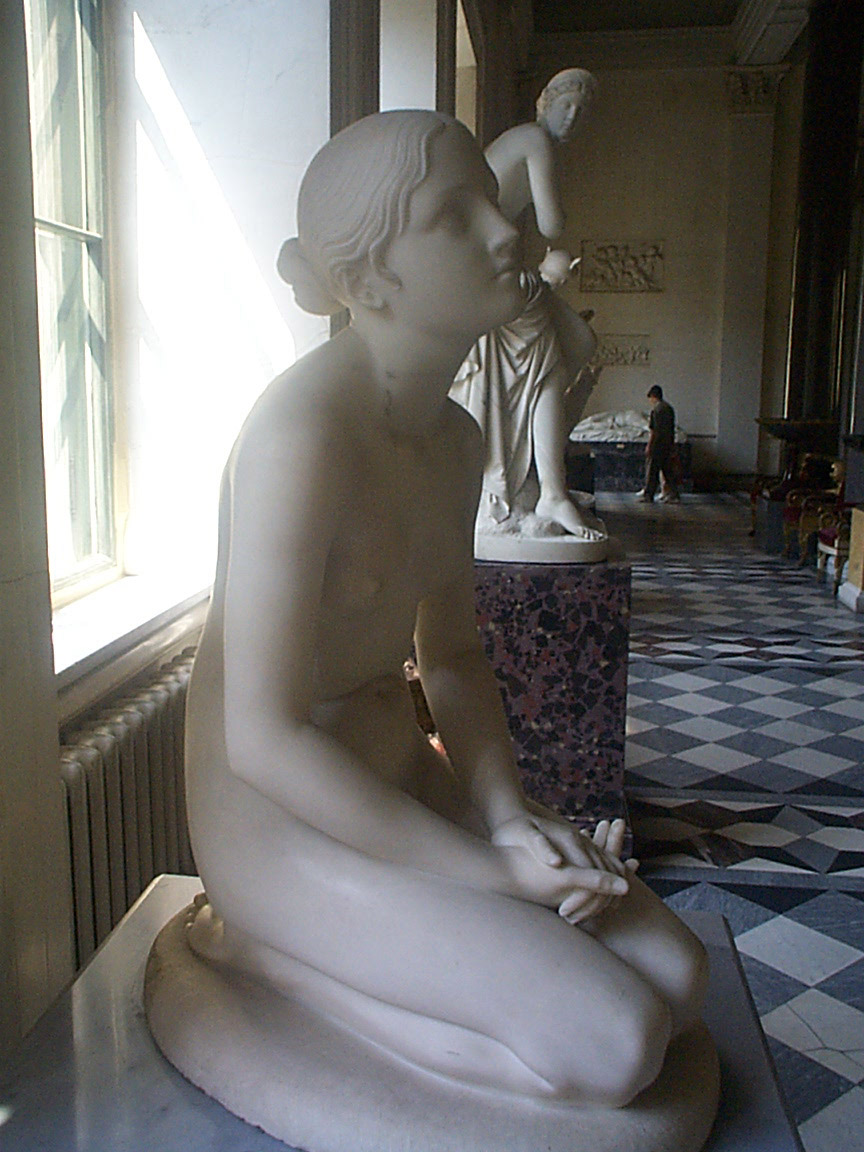
La Fiducia in Dio (La fe en Dios) (copia del Museo del Hermitage).

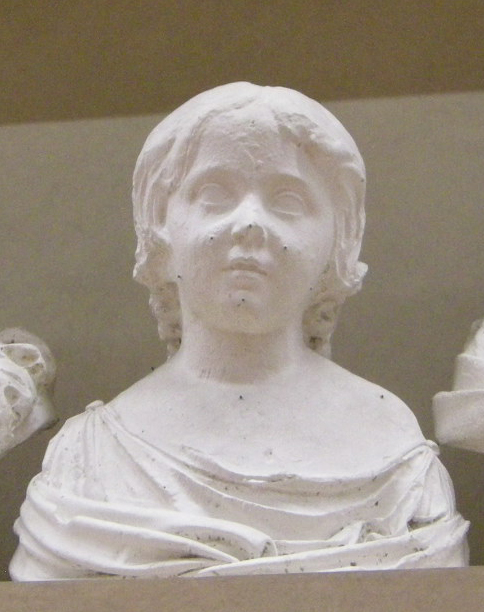
Elisa Bonaparte de niña.

Fue también docente en la Academia de Bellas Artes de Florencia desde 1839, luchando por difundir un estilo de escultura más ligado a la vitalidad naturalista (el llamado purismo) , por encima del idealismo académico. Fue famosa la clase en la que presentó a los estudiantes un modelo jorobado, indicándolo, en su género, como un "ejemplar". 
Su obra más conocida e imitada es La fiducia in Dio (La fe en Dios) (1835), conservada en el Museo Poldi Pezzoli de Milán, que se aparta claramente de la escultura neoclásica, buscando una inspiración más natural. Representa una niña arrodillada mientras mira al cielo; se dice que la idea de esta pose, además de estar inspirada en la Maddalena penitente de Canova, le llegó al artista mirando a la modelo que se relajaba cansadamente después de pasar horas posando. La escultura fue encargada por Rosina Trivulzio Poldi Pezzoli, cuya familia ya había pedido al artista un busto della Marchesa, la cual, después de haber quedado viuda de su marido Giuseppe Poldi Pezzoli en 1833, veía la figura como una imagen para consolarse por su abandono en la fe después del luto. La obra inspiró también un famoso soneto al poeta Giuseppe Giusti.
Su última obra importante fue el monumento sepulcral de la princesa polaca Sofia Zamoyski, para la Basílica de Santa Cruz, en el cual trabajó, junto a algunos ayudantes, desde 1837 hasta 1844.
Al mismo tiempo esculpió la figura del Inconsolabile para la tumba Mastiani en el Camposanto de Pisa (1840) y la Ninfa dello Scorpione (1845), que fue muy elogiada por Baudelaire. Entre sus numerosos retratos cabe citar el marmóreo Busto del cómico Luigi Vestri en la Villa Bezzuoli de Fiesole.
El conjunto de los modelos y estudios en yeso presentes en su estudio fueron colocados en la Gipsoteca Bartolini, creada a propósito para el uso de los estudiantes de la Academia de Bellas Artes. Actualmente forma parte de la Galería de la Academia de Florencia.
Recibió sepultura en la capilla de San Lucas de la Basílica de la Santísima Anunciada de Florencia, aunque una lápida en su honor se encuentra también en la Basílica de Santa Cruz. Además, una placa recuerda su estudio florentino en Borgo Pinti.